# Лапчинський Григорій Дмитрович
Григорій Дмитрович Лапчинський (1915 — ?) — український партійний діяч, журналіст, секретар Кам'янець-Подільського обкому КП(б)У, відповідальний редактор газети «Радянське Поділля».

## Життєпис
Член ВКП(б). Перебував на партійній роботі.
З вересня по жовтень 1939 року — інструктор політичного відділу кінно-механізованої групи радянських військ під час окупації Західної України.
З червня 1944 по січень 1947 року — відповідальний редактор газети «Радянське Поділля» (органу Кам'янець-Подільського обласного і Проскурівського міського комітетів КП(б)У).
У січні 1947 (затв. у листопаді 1946) — оф. грудні (затв. у жовтні) 1949 року — секретар Кам'янець-Подільського обласного комітету КП(б)У із пропаганди та агітації.
З 1949 року — слухач Вищої партійної школи.
Подальша доля невідома.

## Звання
- майор

## Нагороди
- орден «Знак Пошани» (23.01.1948)
- медалі